# Ahsoka Tano
Ahsoka Tano – postać ze świata Gwiezdnych wojen, togrutańska Jedi.

## Życiorys
Urodzona w 36 BBY na Shili, rodzinnej planecie Togrutan. Została odkryta przez mistrza Jedi, Plo Koona. W młodym wieku została zabrana do Świątyni Jedi, a gdy rozgorzały Wojny klonów, w wieku czternastu lat, została przydzielona do Anakina Skywalkera. Częściowo było to spowodowane trwającymi wokół Wojnami klonów, a częściowo dlatego, że Yoda pragnął, by „nauczyła” swojego mistrza – Anakina Skywalkera – większego poczucia odpowiedzialności. Ponieważ przeszła rygorystyczne szkolenie, starała się rozwiązywać sytuacje bardziej podręcznikowo, niż robił to jej nowy nauczyciel.

### Wojny klonów
Zadanie Ahsoki i Anakina podczas bitwy o Christophsis polegało na zniszczeniu generatorów. Podczas misji Ahsoka następuje na pułapkę uruchamiającą droidy, przez co jej mistrz znalazł się w tarapatach. Po podłożeniu ładunku używa Mocy, by zrzucić ścianę na droidy i ratuje tym sposobem mistrza. Po tym zdarzeniu Anakin zmienia nastawienie do bohaterki, która zostaje jego uczennicą.
Wykonanie zadania przyczyniło się do wygrania bitwy przez Republikę. Po tych wydarzeniach razem z Anakinem podejmuje się misji odnalezienia syna Jabby Hutta. Jej żywiołowy charakter zaskakuje Mistrza. Pod koniec filmu Anakin ujawnia sympatię dla swojej nowej praktykantki, rezygnując z pojedynku z Dooku, kiedy uważa, że jej życie jest w niebezpieczeństwie.
Około roku 22 BBY, w świątyni Jedi doszło do ataku terrorystycznego. Po śledztwie Ahsoka i jej mistrz dotarli do zamachowca, który działał na zlecenie jednego z Jedi. Po jakimś czasie zatrzymana poprosiła o spotkanie z Ahsoką. Gdy chciała jej wyjawić, który Jedi zlecił jej podłożenie bomby, nagle ktoś zaczął ją dusić Mocą. Na nagraniu wyglądało to tak, jakby młoda padawanka zabiła więźnia. Po wyjaśnieniu sprawy i uniewinnieniu Ahsoki, Rada zaproponowała jej powrót. Ahsoka odrzuciła propozycję i ostatecznie odeszła z Zakonu.

### Rebelianci
Nienależąca już do Zakonu Tano uniknęła śmierci w wyniku rozkazu 66. Około roku 4 BBY wraz z senatorem Bailem Organą pełniła rolę koordynatora działań stawiających opór Imperium komórek rebeliantów, w tym również załogantów statku Duch. Ukrywała swoją prawdziwą tożsamość, posługując się pseudonimem Fulcrum.